# Трего (Монтана)
Трего (англ. Trego) — переписна місцевість (CDP) в США, в окрузі Лінкольн штату Монтана. Населення — 515 осіб (2020).

## Географія
Трего розташоване за координатами 48°39′32″ пн. ш. 114°55′45″ зх. д. / 48.65889° пн. ш. 114.92917° зх. д. (48.659002, -114.929076).  За даними Бюро перепису населення США в 2010 році переписна місцевість мала площу 135,04 км², з яких 132,64 км² — суходіл та 2,40 км² — водойми.

## Демографія
Згідно з переписом 2010 року, у переписній місцевості мешкала 541 особа в 240 домогосподарствах у складі 161 родини. Густота населення становила 4 особи/км².  Було 329 помешкань (2/км²).
Расовий склад населення:
| - 98,2 % — білих - 0,2 % — корінних американців - 0,2 % — чорних або афроамериканців |

До двох чи більше рас належало 1,3 %. Частка іспаномовних становила 1,7 % від усіх жителів.
За віковим діапазоном населення розподілялося таким чином: 17,0 % — особи молодші 18 років, 61,9 % — особи у віці 18—64 років, 21,1 % — особи у віці 65 років та старші. Медіана віку мешканця становила 50,8 року. На 100 осіб жіночої статі у переписній місцевості припадало 106,5 чоловіків;  на 100 жінок у віці від 18 років та старших — 106,0 чоловіків також старших 18 років.
Середній дохід на одне домашнє господарство  становив 53 212 долари США (медіана — 34 688), а середній дохід на одну сім'ю — 70 346 доларів (медіана — 53 688). За межею бідності перебувало 22,3 % осіб, у тому числі 8,8 % дітей у віці до 18 років та 16,1 % осіб у віці 65 років та старших.
Цивільне працевлаштоване населення становило 192 особи. Основні галузі зайнятості: сільське господарство, лісництво, риболовля — 24,0 %, освіта, охорона здоров'я та соціальна допомога — 20,3 %, виробництво — 18,2 %.